# Rudna (województwo lubuskie)

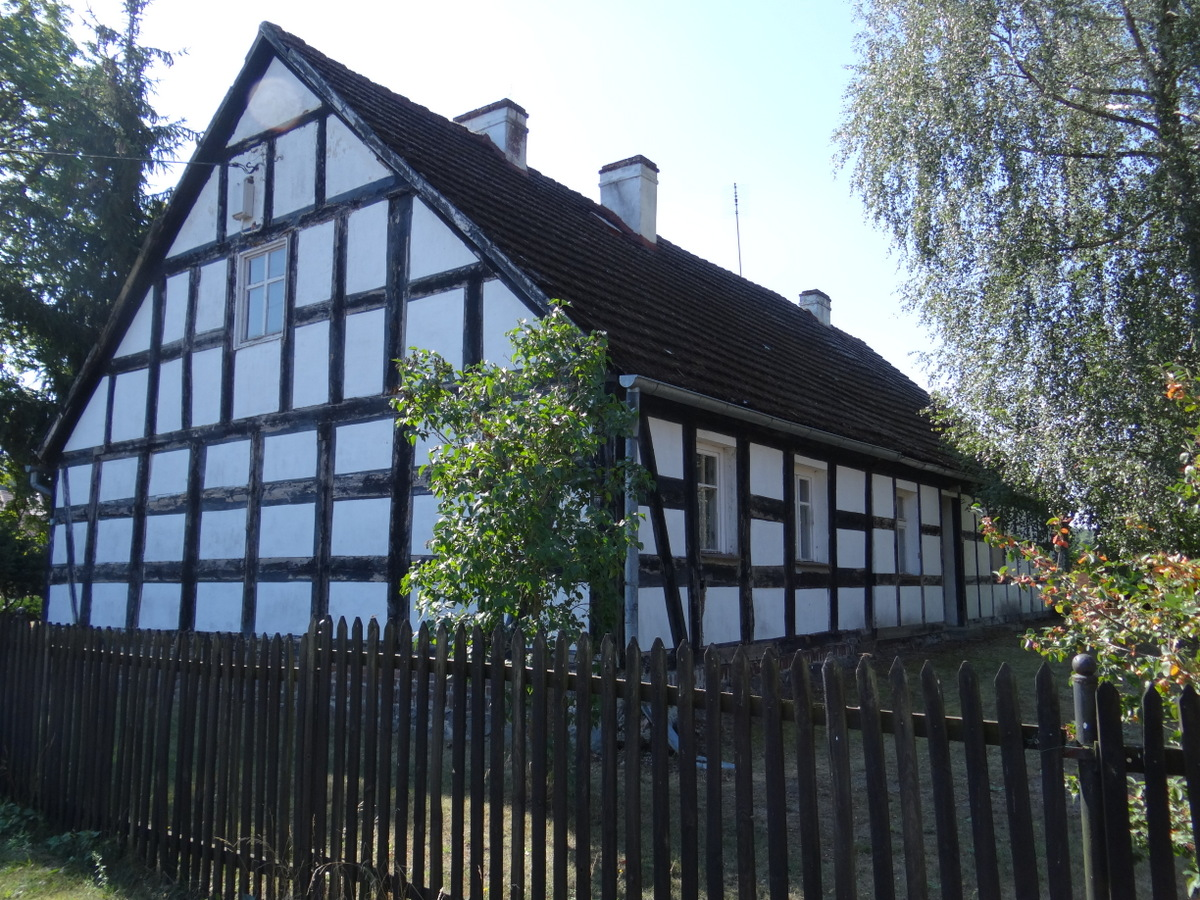
Szachulcowa chata

Rudna – wieś w Polsce położona w województwie lubuskim, w powiecie sulęcińskim, w gminie Krzeszyce.
W latach 1975–1998 miejscowość położona była w województwie gorzowskim.

## Zabytki
Do wojewódzkiego rejestru zabytków wpisany jest:
- kościół ewangelicki, obecnie rzymskokatolicki pod wezwaniem św. Mikołaja, szachulcowy, z XVIII wieku.